# آنریپ
آنریپ (به هلندی: Anreep) یک منطقهٔ مسکونی در هلند است که در آسن واقع شده‌است.